# Kövesfalva
Kövesfalva (1899-ig Kamjonka, szlovákul Kamienka, lengyelül Kamjonka, németül Stein) község Szlovákiában, az Eperjesi kerület Ólublói járásában.

## Fekvése
Ólublótól 6 km-re északnyugatra, a Köves-patak völgyében fekszik, a vöröskolostori út mellett.

## Története
A falut 1315-ben „Petri villa” néven említik először abban az oklevélben, melyben Miklós, Ólubló várának ura jogot ad Kövesfalvi Miklósnak, hogy megalapítsa Hopgarth (Komlóskert) települést. A falu valószínűleg már a 12. század előtt is létezett, de szlovák lakossága csak a 14. század végén települt be. Az ólublói vár faluja volt. 1364-ben Ólubló határának leírásásban „villa Lapidis” néven említik. 1408-ban Luxemburgi Zsigmond adománylevelében „Steyn” alakban szerepel, egy másik ugyanezen évből származó leírásban pedig „Kemenyk” néven említik. 1412 és 1772 között a zálogba adott szepesi városokkal együtt Lengyelország része volt. Lakói főként földműveléssel és állattartással foglalkoztak, később a drótosok falujaként lett ismert.
A 18. század végén Vályi András így ír róla: „KÖVESFALVA. Kamenka. Szepes Várm. földes Ura a’ K. Kamara, lakosai külömbfélék, Gnazda Városának filiája.”
1822-ben lakói fellázadtak a robotterhek ellen. 1828-ban 329 házában 2351 lakos élt, ekkor érte el népessége maximumát.
Fényes Elek 1851-ben kiadott geográfiai szótárában így ír a faluról: „Kamjonka, orosz falu, Szepes vmegyében, hegyes vidéken, ut. p. Késmárk, egy völgyben. Lakja 2200 görög, 144 romai kath., g. kath. anyatemplommal. Földje középszerű, terem árpát, zabot, burgonyát, lent, káposztát, répát. Van 74 1/2 egész urbéri telke, de majorsága az erdőn kivül nincs. Birják Gorjup, és Szemző családok.”
A 19. század végén lakói közül sokan kivándoroltak. 1902-ben élelmiszertermelő szövetkezet alakult a községben, melyet 1951-ben termelőszövetkezetté alakítottak. A trianoni diktátumig Szepes vármegye Ólublói járásához tartozott.
1928 szeptember 1-jén nagy tűzvész pusztított a településen, melyben 67 ház leégett. A második világháború alatt lakói közül többen részt vettek a németek elleni partizánharcokban. 1950-ben kultúrház, 1951-ben iskola, 1962-ben bevásárló központ épült a községben.

## Népessége
| Év:            | 1994. | 2004.   | 2014.   | 2024.   |
| -------------- | ----- | ------- | ------- | ------- |
| Emberek száma: | 1440  | 1409    | 1376    | 1341    |
| Eltérés:       |       | -2,15 % | -2,34 % | -2,54 % |

| Év:            | 2023. | 2024.   |
| -------------- | ----- | ------- |
| Emberek száma: | 1327  | 1341    |
| Eltérés:       |       | +1,05 % |

1910-ben 1215, túlnyomórészt ruszin lakosa volt.
2001-ben 1408 lakosából 1086 szlovák, 237 ruszin, 46 ukrán, 31 cigány volt.
2011-ben 1394 lakosából 748 szlovák, 528 ruszin, és 45 cigány.

## Nevezetességei
- Szent Péter és Pál apostoloknak szentelt görögkatolikus temploma 1790-ből való, mellette egy 300 éves védett jávorfa áll.
- A temetőben álló Nagyboldogasszony kápolna 1760-ban épült.
- A faluban minden júniusban népművészeti fesztivált rendeznek. Folklórcsoportja a Barvinok népi együttes.

## Híres emberek
Itt született 1640-ben Michaelis György pedagógus, író, a filozófia professzora, 1712-től a wittenbergi egyetem filozófiai tanszékének dékánja.